# Alberto Rey de Castro y Romaña
Alberto Rey de Castro y Romaña, (Arequipa, 1 de julio de 1869 - Arequipa, 18 de mayo de 1961) fue un abogado y diplomático peruano. Fue presidente del Consejo de Ministros y ministro de Justicia, Instrucción, Culto y Beneficencia (de mayo a diciembre de 1934), así como ministro interino de Relaciones Exteriores, por unos días, en septiembre de 1934. Fue también alcalde de Arequipa en dos períodos: 1915-1916 y 1934-1939.

## Biografía
Sus padres fueron Ezequiel Rey de Castro y María Manuela Romaña Bustamante, miembros de una familia de abolengo de la Ciudad Blanca. Trasladado a Lima, estudió en el colegio jesuita  y el Liceo Carolino. Retornó a Arequipa y cursó estudios superiores en la Universidad Nacional San Agustín de Arequipa, donde se graduó de bachiller y de doctor en Jurisprudencia. Se recibió como abogado y empezó a ejercer su profesión.
Colaboró en el diario La Bolsa de Arequipa y fue uno de los directores de El Cosmos, periódico literario (1892-1893).
Como diplomático pasó en 1902 a Inglaterra como segundo secretario de la legación acreditada en ese país. Pasó luego a la legación en Chile, ya como primer secretario (1905-1908). Nuevamente en Arequipa, contribuyó a la fundación del Colegio de Abogados de esa ciudad en 1911, del cual sería decano en 1924. Sucesivamente se desempeñó como encargado de negocios en Argentina (1911-1914), alcalde de Arequipa (1915-1916) y ministro plenipotenciario en el Ecuador (1916-1919). Tras el golpe de Estado de Augusto B. Leguía del 4 de julio de 1919, no fue ratificado en su función diplomática por el senado y se retiró momentáneamente a la vida privada.
El presidente Óscar R. Benavides lo convocó para su gabinete en calidad de ministro de Justicia y Culto y presidente del Consejo de Ministros, en reemplazo de José de la Riva Agüero y Osma, cargos que ejerció de 19 de mayo a 25 de diciembre de 1934. Accidentalmente se encargó del ministerio de Relaciones Exteriores, por el fallecimiento del canciller Solón Polo, de 5 de septiembre a 14 de septiembre de 1934. Luego de la política de mano dura que su antecesor había aplicado frente a los apristas, Rey de Castro reinició una política de paz y concordia, que no duró mucho. Tras la intentona aprista conocida como la “Conspiración de El Agustino”, los apristas debieron volver a la clandestinidad.
Nuevamente fue elegido alcalde de Arequipa (1934-1939), y se consagró a realizar obras públicas para realzar la celebración de los 400 años de la fundación de su ciudad, en 1940.

## Obra
- El crimen y la neurosis (1895).